# Germinale

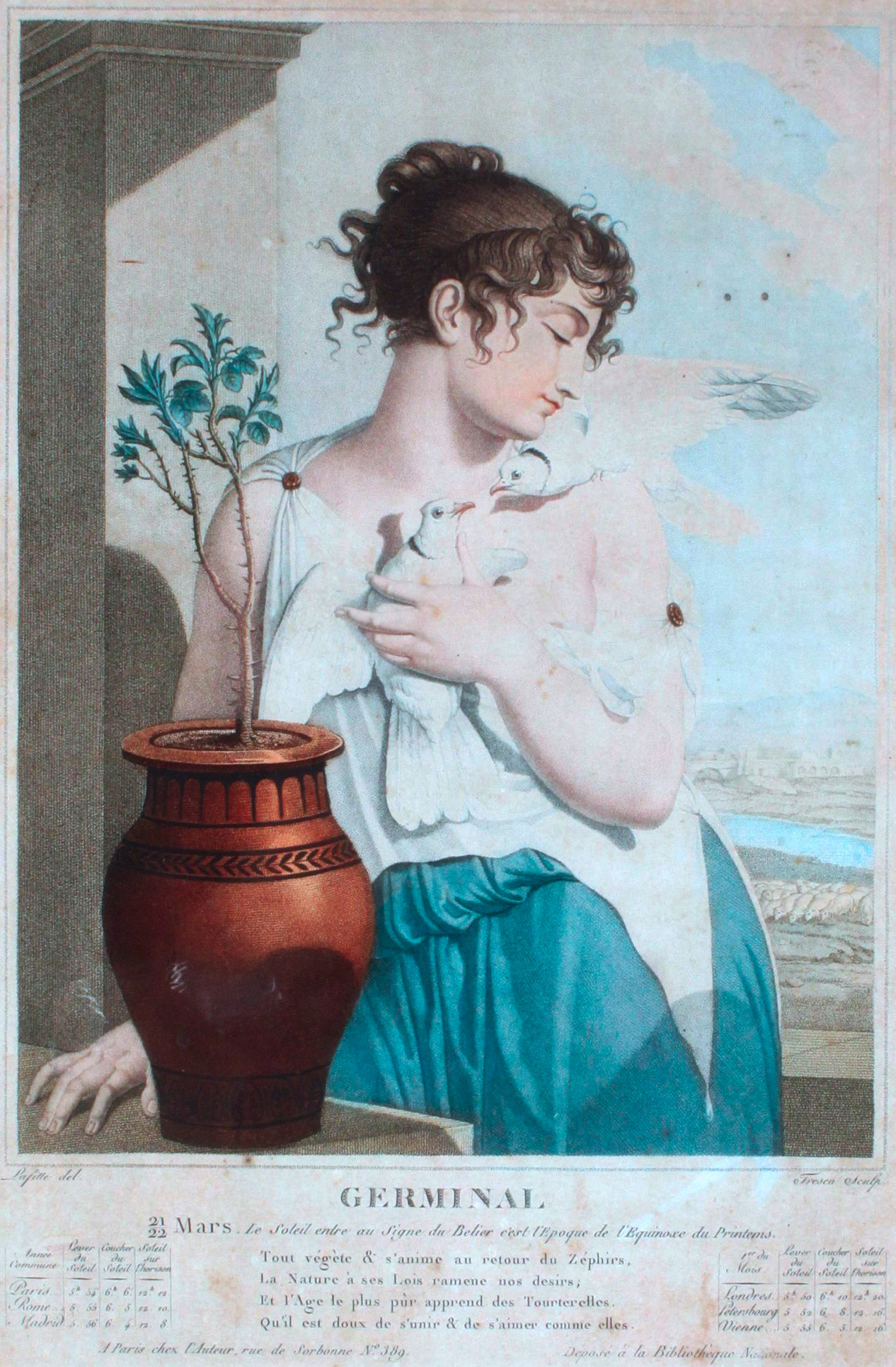
Louis Lafitte: Allegoria di Germinale

Il mese di germinale (raramente germile; in francese: germinal) era il settimo mese del calendario rivoluzionario francese e corrispondeva (a seconda dell'anno) al periodo compreso tra il 21/22 marzo e il 19/20 aprile nel calendario gregoriano. Era il primo dei mois du printemps (mesi di primavera); seguiva ventoso e precedeva fiorile.
Il mese di germinale deve la sua etimologia a:
(Fabre d'Églantine)
 secondo i termini del rapporto presentato alla Convenzione nazionale il 3 brumaio anno II (24 ottobre 1793) da Fabre d'Églantine, in nome della "commissione incaricata della stesura del calendario".

## Tabella dei nomi dei giorni
Come tutti i mesi del calendario repubblicano francese, il mese di germinale era composto da 30 giorni e suddiviso in tre decadi. Ogni giorno aveva un nome proprio, tratto dal nome di una pianta, tranne il quinto (quintidì) e il decimo (decadì) giorno di ogni decade, che avevano rispettivamente il nome di un animale e quello di un oggetto per l'agricoltura.
|          | 1ª decade | 1ª decade           | 2ª decade | 2ª decade            | 3ª decade | 3ª decade                      |
| Primidì  | 1.        | Primevère (Primula) | 11.       | Pervenche (Pervinca) | 21.       | Gainier (Albero di Giuda)      |
| Duodì    | 2.        | Platane (Platano)   | 12.       | Charme (Carpino)     | 22.       | Romaine (Camomilla)            |
| Tridì    | 3.        | Asperge (Asparago)  | 13.       | Morille (Spugnola)   | 23.       | Maronnier (Ippocastano)        |
| Quartidì | 4.        | Tulipe (Tulipano)   | 14.       | Hêtre (Faggio)       | 24.       | Roquette (Rucola)              |
| Quintidì | 5.        | Poule (Gallina)     | 15.       | Abeille (Ape)        | 25.       | Pigeon (Piccione)              |
| Sestidì  | 6.        | Blette (Bietola)    | 16.       | Laitue (Lattuga)     | 26.       | Lilas (Lillà)                  |
| Settidì  | 7.        | Bouleau (Betulla)   | 17.       | Mélèze (Larice)      | 27.       | Anémone (Anemone)              |
| Ottidì   | 8.        | Jonquille (Narciso) | 18.       | Ciguë (Cicuta)       | 28.       | Pensée (Viola del pensiero)    |
| Nonidì   | 9.        | Aulne (Ontano)      | 19.       | Radis (Ravanello)    | 29.       | Myrtil (Mirtillo)              |
| Decadì   | 10.       | Couvoir (Covata)    | 20.       | Ruche (Arnia)        | 30.       | Greffoir (Coltello da innesto) |

## Tabella di conversione
| I. | II. | III. | IV. | V. | VI. | VII. |

| marzo | 1793 | 1794 | 1795 | 1796 | 1797 | 1798 | 1799 | aprile |

| I. | II. | III. | IV. | V. | VI. | VII. |

| marzo | 1793 | 1794 | 1795 | 1796 | 1797 | 1798 | 1799 | aprile |

| VIII. | IX. | X. | XI. | XII. | XIII. |

| marzo | 1800 | 1801 | 1802 | 1803 | 1804 | 1805 | aprile |

| VIII. | IX. | X. | XI. | XII. | XIII. |

| marzo | 1800 | 1801 | 1802 | 1803 | 1804 | 1805 | aprile |